# 宇喜多秀道
宇喜多 秀道（うきた ひでみち）は、江戸時代中期から後期の人物。浮田半六家の当主浮田継了の長男。

## 生涯
八丈島の宇喜多7家の1つ、浮田半六家の当主継了の長男として生まれる。
宇喜多本家（孫九郎家）の当主宇喜多秀徳の婿養子となり孫九郎家を継ぐ。
後に、本家の家督を弟秀美に譲り、自らは実家に戻り浮田半六家の家督を継ぐ。
文政6年（1823年）1月19日死去。